# 蔡秉燚
蔡秉燚（英文名：Peter Tsai，1952年2月6日—），台裔美籍学者、发明家，因发明和申请N95口罩专利而知名，他也是不織布领域的专家。

## 早年生活
蔡秉燚在臺中市的农家长大，中学时期就读于台湾省立清水高级中学（现臺中市立清水高級中等學校），后进入省立台北工业专科学校（现國立臺北科技大學）学习化学纤维工程。

## 职业生涯
台北工專毕业后，起初进入纺织产业综合研究所，后在一家染整厂工作。后又前往美国堪薩斯州立大學攻读研究生，期间在数学、物理、化学等专业取得超过500个学分，获得博士学位后在田纳西大学进行教学、研究工作，曾是材料科学与工程系的教授，直至2019年退休。2020年为应对COVID-19疫情大流行，再次复出与N95DECON共同研究N95口罩的净化方法。

## N95口罩
1992年在田纳西大学工作时，蔡秉燚带领一个团队尝试开发静电过滤技术。研究工作取得了成功，并发明了N95口罩。N95首先被用于工业用途，后来才被发现可用于医疗领域。蔡秉燚之后继续从事口罩技术方面的工作，2018年他开发了一项新技术，使医用口罩的过滤能力翻了一番。